# Wakatobi
La Regencia de Wakatobi es una de las regencias de la provincia de Sulawesi del Sudeste, en Indonesia. La capital de la regencia se encuentra en Wangi-Wangi, que fue establecido en virtud de la Ley de la República de Indonesia N.º 29 de 2003 fechado 18 de diciembre de 2003. La Regencia tiene una superficie de 823 kilómetros cuadrados y en el año 2011 tenía una población de 94.846 habitantes.
Wakatobi es también el nombre de un parque nacional creado en 1996, con una superficie total de 1,39 millones de hectáreas, que consiste en la biodiversidad y los arrecifes de coral marinos, cual condición y escala ocupan una de las principales prioridades de la conservación marina en Indonesia.

## Historia de la Región
Antes de convertirse en una región autónoma, la Regencia de Wakatobi era conocido como las Islas Tukang Besi.

### El Período Pre-Independencia
En el período anterior a la independencia, Wakatobi estaba bajo la autoridad del Sultanato de Buton.

### El Post-Independencia Período
Después de que Indonesia obtuvo la independencia, y el Sulawesi del Sureste se estableció como una provincia, la región de Wakatobi tenía únicamente el estatuto de varios distritos en el territorio de la Regencia de Buton.

### El Período de la Reforma
El 18 de diciembre de 2003, Wakatobi fue designado oficialmente como una de las regencias agrandados de Sulawesi del Sudeste que se estableció en virtud de la Ley de la República de Indonesia N.º 29 de 2003 sobre el establecimiento de la Regencia de Bombana, Regencia de Wakatobi y Regencia Kolaka del Norte.
Cuando fue establecidó por primera vez, Wakatobi sólo consistía en cinco distritos, a saber los Distritos de Wangi-Wangi, Wangi del Sur, Kaledupa, Tomia y Binongko.
En 2005, en virtud del Reglamento de la Regencia de Wakatobi Número 19 de 2005, se estableció el Distrito de Kaledupa del Sur, y, en virtud del Reglamento de la Regencia de Wakatobi Número 20 de 2005, se creó el Distrito de Tomia del Este.
En 2007, en virtud del Reglamento de la Regencia de Wakatobi Número 41 de 2007, el Distrito de Togo Binongko fue establecidó y esto trajo el número total de distritos de la Regencia de Wakatobi a 8 distritos, que fueron divididos en 100 subdistritos y aldeas (25 subdistritos y 75 aldeas).

### El Gobierno en el comienzo del establecimiento
El Gobierno de la Regencia de Wakatobi como una región autónoma fue marcado oficialmente por la inauguración de Syarifudin Safaa, SH, MM, como actuando Regente de Wakatobi del 19 de enero de 2004 hasta el 19 de enero de 2006. Posteriormente se continuó por H. LM. Mahufi Madra, SH, MH, como el sustituto del 19 de enero de 2006 al 28 de junio de 2006.

### El Gobierno resultante de las Elecciones por el Jefe Regional
Sobre la base de los resultados de las elecciones directas del jefe regional; el 28 de junio de 2006, el elegido Regente y Vice Regente de Wakatobi - Ir. Hugua y Ediarto Rusmin, BAE - fueron inaugurados por el Gobernador de Sulawesi del Sudeste, Ali Mazi, SH en nombre del Ministro del Interior y en virtud de la Orden Ministerial del Ministro del Interior Número 132.74-314 de fecha 13 de junio de 2006 sobre La confirmación del nombramiento de Ir. Hugua como el Regente de Wakatobi y en virtud de la Orden Ministerial del Ministro del Interior Número 132.74-315 de fecha 13 de junio de 2006 sobre La confirmación del nombramiento de Ediarto Rusmin BAE como Vice Regente de Wakatobi para la tenencia de 2006-2011.
El actual liderazgo regional de la Regencia de Wakatobi es asumido por el tándem de Ir. Hugua como Regente y H. Arhawi, SE como Vice Regente, desde sus inauguraciones por el Gobernador de Sulawesi del Sudeste, H. Nur Alam, SE, el 28 de junio de 2011 en nombre del Ministro del Interior y en virtud de la Orden Ministerial de la 132.74-403, de fecha 30 de mayo de 2011 sobre la confirmación del nombramiento de Ir. Hugua como el Regente de Wakatobi dan H. Arhawi, SE como Vice Regente de Wakatobi para la tenencia de 2011-2016.

## Estado de la Región

### Ubicación
La Regencia de Wakatobi es un archipiélago que se encuentra al sureste de la isla de Sulawesi. Geográficamente, la Regencia de Wakatobi se encuentra al sur de la línea ecuatorial, que se extiende longitudinalmente desde 5º12' a 6º25' Longitud Sur (más de ± 160 kilómetros) y atravesando latitudinalmente de 123º20' a 124º39' Latitud Oriente (más de ± 120 kilómetros).

### Superficie
La superficie de la Regencia de Wakatobi se extiende aproximadamente 823 kilómetros cuadrados, mientras que su cuerpo de aguas se estima extender aproximadamente 17.554 kilómetros cuadrados.

### Límites
Norte		Regencia de Buton y de la Regencia de Buton Norte
Sur		Mar Flores
Oeste		Regencia de Buton 
Oriente		Mar de Banda

### Clima
La Regencia de Wakatobi está dotado con dos estaciones, la lluviosa y seca, al igual que en las otras regiones de Indonesia. En general, la tierra en la Regencia de Wakatobi se encuentra a una altitud de 3 a 350 metros sobre el nivel del mar y se encuentra por debajo de la línea ecuatorial. Por lo tanto, tiene un clima tropical.

## Demografía Regional

### Población Total
La población de la Regencia de Wakatobi, con base en el censo de población de 2010, ascendía a 92 995 habitantes, compuesta por 44 640 hombres y 48 355 mujeres habitantes. En 2011, la población creció a 95.712 habitantes. La más poblada es el Distrito de Wangi Wangi del Sur con 25.260 habitantes, y la menos poblada es el Distrito de Togo Binongko con 4.842 habitantes.

### Distribución de la población
La población se concentra en el Distrito de Wangi Wangi del Sur con 25.260 habitantes; Distrito de Wangi-Wangi, 24.087; Distrito de Kaledupa, 10.272; Distrito de Tomia del Este, 8688; y en el Distrito de Binongko, 8621.
La densidad media de población de la Regencia de Wakatobi en 2011 fue de 116,30 habitantes por kilómetro cuadrado. Mientras tanto, los distritos con las poblaciones más densas son Kaledupa con 225.76 habitantes por kilómetro cuadrado, Tomia con 150.76 habitantes / km², y Tomia del Este con 127.95 habitantes / km².

### Edad, género y etnicidad
La estructura de la población en 2011 mostró que 59,05 por ciento o 56.010 de la población estaba en el grupo de edad productiva entre 15 y 64 años de edad.
La población total de Wakatobi en 2011, basada en su género, fue 45.944 hombres y 49.768 mujeres habitantes.
Hay ocho etnias que habitan en la Regencia de Wakatobi. Con base en datos de 2000, de una población total de 87.793, la mayor etnicidad era Wakatobi con 91.33 por ciento, Bajau con 7,92 por ciento, y otras etnias que suman menos del 1 por ciento.

### Empleo
La población en edad de trabajar se compone de 70.343 personas, de las cuales 23.981 son masculinos o 34,09 por ciento y 36.362 son mujeres, o 65,91 por ciento. Hay una plantilla de 40.395 personas, que consiste en 37.678 personas empleadas o 93.27 por ciento o 53,56 por ciento de las personas de la población en edad de trabajar y 6,73 por ciento de desempleo abierto. Hay una plantilla de 29.408 personas no empleadas o 41.81 por ciento de la edad de trabajar que consiste en 15.740 estudiantes o 53,52 por ciento, y 13.668 personas que cuidan de sus hogares y otras actividades o 46,48 por ciento.
Visto desde los ámbitos de trabajo que absorben la mayor fuerza de trabajo, la agricultura es lo primero con 43.609 personas o 61.99 por ciento de la fuerza de trabajo, seguido por el comercio con 15.635 personas o 17,02 por ciento, y luego los dominios de servicios, industria y transporte.

## Potenciales Económicos Regionales

### Agricultura, plantaciones y silvicultura
Fuera de cinco tipos de plantas cultivados para o de cinco cultivos, yuca produce el mayor rendimiento con 40.199 toneladas en 2003. Le sigue el maíz con 1.715 toneladas, la patata dulce con 58 toneladas, arroz y maní con 8 toneladas y 4 toneladas, respectivamente.
En 2003, los mayores frutos de rendimiento de producción de mango fueron con 9.229 quintales, plátano con 5.788 quintales, y naranja con 4.134 quintales. Las hortalizas más producidos eran judías de largo con 229 quintales, berenjenas con 210 quintales, col rizada con 205 quintales, y cebolla roja (chalota) con 160 quintales.
En 2003, la mayor producción de plantaciones comunidad fueron 225 toneladas de coco, 59 toneladas de anacardo, 8 toneladas de coco híbrido, 6 toneladas de cacao, 3 toneladas de café, y 0,35 toneladas de nuez moscada.
El tipo forestal en 2003 consistía sólo en un bosque protegido con una superficie de 11.300 hectáreas.

### Ganadería y pesca
La población de ganado grande en 2003 consistía solamente de 308 vacas. En comparación con la población en el año 2002, el número de vacas aumentó 60.42 por ciento, de 192 vacas en 2002 a 308 vacas en 2003.
La población de ganado menor en 2003 consistía sólo en 9789 cabras. En comparación con la población en el año 2002, el número de cabras se redujo 5.43 por ciento, de 10.351 cabras en 2002 a 9.789 cabras en 2003.
La producción pesquera en 2003 ascendió a 17.985,60 toneladas que consistían en 17.453,60 toneladas de la pesca marina y 532 toneladas de productos de la acuicultura marina en forma de algas marinas.

### Industria y energía
Hasta 2003, no había habido ningún industrias grandes o medianas, hubo industrias sólo pequeñas empresas y las industrias caseras. Las industrias de pequeño tamaño ascendieron a 107 unidades con 514 trabajadores, y las industrias nacionales ascendieron a 1.290 unidades, con 1.863 trabajadores.
En 2003, el número de consumidores de electricidad Estado alcanzó 9.652 clientes la capacidad instalada de 6.047.905 VA. Mientras tanto, la producción de electricidad ascendió a 6.278.762 kWh con la capacidad de la electricidad vendida por un importe de 5.367.403 kWh y el valor de las ventas alcanzando Rp 2.791.737.755 mil. [Necesita referencia]

### Comercio
En 2003, el volumen de producto comercializado ascendió a 233,650.13 toneladas con un valor de Rp 28.639.873 mil. Productos forestales registraron las ventas más altas por importe de 231.529,68 toneladas con un valor de Rp 13.761.355 mil. Los productos agrícolas que consisten en cultivos alimenticios registraron las transacciones segundos más altos, llegando a 1.355,29 toneladas, con un valor de Rp 3.756.470 mil. Mientras tanto, los productos básicos mínimos negociados eran de plantación que ascendió a 9,59 toneladas por un valor de Rp 1.902.403 mil, y seguidos por la ganadería que sólo alcanzó 3,95 toneladas con un valor de Rp 5.928 mil.

## Potenciales Regionales de Turismo

### PARQUE NACIONAL Wakatobi
El parque nacional de Wakatobi es uno de los 50 parques nacionales de Indonesia, que se encuentra en la Regencia de Wakatobi, el sudeste de Sulawesi. Es oficialmente se convirtió en un parque nacional en 1996 y tiene una superficie total de 1,39 millones de hectáreas. Posee una biodiversidad marina con una escala y la condición de que lo ubica como una de las más altas prioridades en la conservación marina en Indonesia. La profundidad de las aguas en este parque nacional varía, con la parte más profunda de llegar a 1.044 metros bajo el nivel del mar.
Las características parque nacional de Wakatobi:
1. Arrecifes de Coral;
2. Los peces;
3. Otros animales;
4. Particularidades; y
5. Isla Hoga.

### Wakatobi RESERVA DE LA BIOSFERA
Wakatobi ha sido designado en la Red Mundial de Reservas de la Biosfera por el Hombre y la Biosfera de las Naciones Unidas para la Educación, la Ciencia y la Cultura (UNESCO) el 11 de julio de 2012. principales tipos y paisajes representados en esta red social en los ecosistemas del mundo se dedican a conservación de la diversidad biológica, promover la investigación y el seguimiento, así como la búsqueda de proporcionar modelos de desarrollo sostenible al servicio de la humanidad.

## Recorridos históricos

### Wangi- Wangi Island

#### TINDOI FUERTE
Tindoi Fort es uno de los destinos culturales situados en el Distrito Wangi-Wangi. Se encuentra a unos 5 kilómetros del centro de la ciudad y se puede llegar en moto o en coche en alrededor de un paseo de 15 minutos.

#### Liya FUERTE y KERATON LIYA MEZQUITA
Liya Fort se encuentra en Liya Togo Village, South Wangi Wangi-Distrito. Esta fortaleza se compone de cuatro capas de paredes con 12 Lawa (puertas), que sirven como las puertas de salida de las regalías del reino de interactuar con los comuneros de los alrededores.
Dentro de las instalaciones de la fortaleza stans la Mezquita Liya Keraton, que está situado a 8 kilómetros de la capital de la regencia y se puede llegar mediante el uso de la motocicleta o automóvil.

#### Mandati TONGA FUERTE
Mandati Tonga Fort se encuentra en Mandati Village, South Wangi Wangi-Distrito. Esta fortaleza tiene una forma rectangular con una superficie de aproximadamente 1 hectárea. El más alto de la pared fuerte se encuentra a unos 7 metros de altura y se encuentra en las secciones occidentales y meridionales.

#### TOGO MOLENGO FUERTE
Togo Molengo Fort está ubicado en lo alto de la cima del monte Kapota Island. Se puede llegar por un paseo en barco tradicional de 20 minutos a partir de Wangi-Wangi, y luego por un paseo en moto de 10 minutos.

#### FARO
El faro fue construido durante la era colonial holandesa, en 1901. Este destino turístico se encuentra en Waha Village, Wangi Wangi-Distrito, a unos 8 kilómetros de la capital de la regencia, y se puede llegar en un paseo en moto de 15 minutos.

### Kaledupa Island
Sitio Histórico (Antiguo Cementerio y Fort)

#### ANTIGUO CEMENTERIO y KAMALI
El Cementerio Viejo y Kamali están situados en Pale'a Village, South Kaledupa subdistrito.

#### OLLO FUERTE y MEZQUITA VIEJA
El Ollo Fort y Antigua Mezquita son dos sitios históricos que constituyen el patrimonio cultural de la sociedad Kaledupa isla, que hasta ahora todavía se mantiene y conserva por la comunidad local.
Dentro de las instalaciones del Fuerte Ollo destaca una antigua mezquita que mide 6,5 por 7 metros.

#### LA FORTALEZA DONDA
La Donda Fort es uno de los sitios históricos que constituyen un patrimonio cultural de la comunidad Kaledupa Island.

### Tomia Island

#### Patua FUERTE
El Patua Fort es un sitio histórico cultural de la comunidad Tomia.

#### SUO-SUO FUERTE
El Suo-Suo Fort se encuentra en Kahianga Village, East Tomia Distrito. Se encuentra a 3 kilómetros de la capital del distrito y se puede llegar por un paseo en moto de la capital subdistrito.

#### ONEMAY MEZQUITA VIEJA
La Mezquita vieja Onemay está situado en Onemay subdistrito, Tomia Distrito.

### Binongko Island

#### PALAHIDU FUERTE
Palahidu Fort es uno de los patrimonios históricos de la comunidad Binongko que se encuentra en Palahidu Village, Binongko Distrito. El Fuerte está ubicado en el acantilado parte norte de la orilla del mar Binongko Island.

#### WALI FUERTE
Wali Fort es uno de los lugares de interés histórico que constituye un patrimonio de la comunidad Togo Binongko.

## DESTINO CULTURAL

### Kaledupa Island
Kaledupa Isla emana un encanto cultural que aún se mantiene y conserva por la comunidad local.
Los siguientes son los destinos turísticos culturales que existen en Kaledupa Island.

#### Kaledupa Danza Tradicional
- LARIANGI DANZA

Lariangi baile es una danza tradicional de Kaledupa Distrito que fue coreografiado por primera vez en 1634 durante el gobierno del primer rey de Buton, WA KAKA.
- HEBALIA DANZA

Hebalia baile es una danza tradicional de Kaledupa Distrito que fue compuesta por los chamanes locales en los tiempos antiguos.
- Sombo BUNGKALE DANZA

Sombo Bungkale baile es una danza tradicional del sur del Distrito Kaledupa, que se realiza por doce hermosas bailarinas.

#### Fiestas y Tradiciones consuetudinarios
- KARIA'A CONSUETUDINARIO FESTIVIDAD

La festividad habitual Karia'a es una tradición típica de la comunidad Kaledupa para marcar la llegada de la edad de los niños a través de la circuncisión. En esta fiesta, los niños desfilan en la aldea en camillas realizadas colectivamente por 15 a 20 personas.
- PENCAK SILAT CONSUETUDINARIO TRADICIÓN

La tradición Pencak Silat es una tradición habitual realizado por la comunidad Kaledupa.

### Tomia Island
- Safara CONSUETUDINARIO FESTIVIDAD

La festividad habitual Safara es una fiesta tradicional de la comunidad Tomia realizado en todos los meses del Safar (mes lunar islámico).
- BOSE - BOSE TRADICIÓN

Bose - Bose es una tradición interpretada por la decoración de barcos con adornos coloridos y cargarlos con platos tradicionales culinarias, como Liwo, y luego desfilando a lo largo de las costas de Patipelong Quay hacia Usuku Quay y hasta un MOBAA Estrecho, mientras que las personas están golpeando tambores. Esta fiesta tradicional se realiza con el propósito de limpiar todos los pecados del pueblo, tomando a la basura con las ondas de agua de mar.
- SAJO MOANE DANZA

Sajo Moane baile es una danza sagrada realizada por bailarines masculinos.
- SARIDE DANZA

Danza Saride es una danza que simboliza la unidad y la unión tradicional en la realización de actividades que se destinan a los intereses públicos.

### Binongko Island
- Balumpa Danza

Balumpa danza es una de las danzas tradicionales procedentes de Binongko Island.

## Evento Anual

### Navegue Indonesia Wakatobi
Desde 2009, Wakatobi ha participado en un evento anual – en tanto que una red de Vela Indonesia - que tuvo lugar en los meses de julio a agosto. El evento consiste en una carrera de yates de Darwin a través Saumlaki y Banda y visitas Wakatobi durante varias semanas. Durante los eventos, los participantes son recibidos con decenas de actividades, tales como la bienvenida fiesta, bailes, festivales y desfiles, y se les invita a celebrar el Día de la Independencia de Indonesia.

## Instalaciones de infraestructura local

### Educación
El número de jardines de infancia en 2003 ascendió a 22 unidades que se distribuyen en cinco distritos con 47 profesores y 989 alumnos. En 2003, la proporción de maestros de la escuela un promedio de 2; la proporción de estudiantes de la escuela un promedio de 45, y la relación estudiante-profesor promedió 21.
Para la educación primaria, el año 2003 registró 101 escuelas, 684 profesores y 14.742 estudiantes. En 2003, la proporción de maestros de la escuela un promedio de 7; la proporción de estudiantes de la escuela un promedio de 145, y la relación estudiante-profesor promedió 22.
Para la educación secundaria, el año 2003 registró 16 escuelas, 235 profesores y 4.287 alumnos. En 2003, la proporción de maestros de la escuela un promedio de 15; la proporción de estudiantes de la escuela un promedio de 268, y la relación estudiante-profesor promedió 18.
Para la educación secundaria superior, el año 2003 registró 4 escuelas, 93 profesores y 2.212 alumnos. En 2003, la proporción de maestros de la escuela un promedio de 23; la proporción de estudiantes de la escuela un promedio de 553, y la relación estudiante-profesor promedió 24.

### Salud
Hasta 2003, la Wakatobi Regency no se había establecido ningún hospital general. Hubo, sin embargo, 7 Puskesmas (Community Health Center), 12 Puskesmas pembantu (Sub-centro de salud de la comunidad), 5 médicos, 2 Graduados de Salud Pública, 85 paramédicos y 9 auxiliares paramédicos.

### Religión
En 2003, la Wakatobi Regency tenía 112 mezquitas y 22 Mushollah. Tenía, sin embargo, no hay iglesias, templos hindúes, ni templos Buddihst. Esto demuestra que la gente Wakatobi profesan la religión islámica.

## Gobierno

### Términos de Deber 2011-2016
Wakatobi Regency está actualmente encabezada por Regent Ir. Hugua. Wakatobi regencia está encabezada por el Vice Regent H. Arhawi, SE

### Producto interno bruto regional (GRDP) per cápita de 2003
El Producto Bruto regional nacional (GRDP) de Wakatobi regencia se mide sobre la base de los precios vigentes en 2003 que ascendieron a Rp 179,774,04, - millones, ligeramente superior a la GRD registrado en el ejercicio anterior, por importe de Rp 160,473.67 - millones. Sobre la base de los precios vigentes en el momento, la GRDP per cápita de Wakatobi Regency en 2002 fue de Rp 1,833,775.23 GRDP y aumentó a Rp 2,026,993.35 en 2003, o un incremento del 10,54 por ciento.

#### Divisiones Administrativas
```
   1. Distrito de Binongko
   2. Distrito de Kaledupa
   3. Distrito del Sur de Kaledupa
   4. Distrito de Togo Binongko
   5. Distrito de Tomia
   6. Distrito de East Tomia
   7. Distrito de Wangi Wangi-
   8. Distrito del Sur de Wangi Wangi-
```

### Pueblos - Subdistritos
Hay 61 pueblos y subdistritos (similar a un gobierno rural, pero ubicados en un pueblo / ciudad) en la regencia Wakatobi, que para ser precisos consiste en 45 aldeas y 16 subdistritos. De los 61 pueblos-subdistritos en 2003, 10 aldeas han logrado la autosuficiencia (15,63 por ciento), 16 pueblos autónomos (25,00 por ciento), y 38 aldeas de autoayuda (59,38 por ciento).

### Casa Local de Representantes de Wakatobi Regency en 2004
Las elecciones regionales de escaños en la Cámara local de Representante de Wakatobi Regency en 2004 dio lugar a la siguiente distribución de escaños sobre la base de la fiesta electoral y distrito electoral: Golkar (Partido Grupo Funcional) recibieron el mayor número de escaños, 4 escaños; seguido por PBB (Media Luna Star Party), PPP (Partido de Desarrollo Unidas), PAN (Partido Mandato Nacional), PNBK (Partido Nacional Bull Libertad), PBR (Reforma partido de la estrella) y PDIP (Partido Democrático Indonesio de Lucha), que ganó 2 plazas , mientras Merdeka (Libertad) Fiesta, PKB (Partido Despertar Nacional), Pancasila Partido Patriota y PD (Partido Democrático) tenían un escaño cada uno en el Parlamento de 20 escaños.

### Los miembros de Casa local de Representante de Wakatobi Regency para 2009-2014
1. Muhamad Ali, SP, M.Si (PDIP, Indonesia Partido Democrático de Lucha)
2. H. La India, S.Sos (PAN, Mandato Nacional del Partido)
3. H. Sairuddin La Aba (PNBKI, Indonesia Partido Nacional Bull Gente)
4. Daryono Moane, S.Sos (PDIP, Indonesia Partido Democrático de Lucha)
5. Laode Mas'udin (PDIP, Indonesia Partido Democrático de Lucha)
6. Supardi (PDIP, Indonesia Partido Democrático de Lucha)
7. H. La Oda Arifudin, S.Sos (PDIP, Partido Democrático Indonesio de Lucha)
8. Haliadi Habirun (PAN, Mandato Nacional del Partido)
9. H. Sunaidi (PAN, Mandato Nacional del Partido)
10. Hasnun, S.Sos (PNBKI, Indonesia Partido Nacional Bull Gente)
11. Muhammad Shawwal, S.T. (PNBKI, indonesio Gente Bull Partido Nacional)
12. Drs. H. Syafruddin (Golkar, partido Grupo Funcional)
13. Dra.H. Safia Wualo (Golkar, partido Grupo Funcional)
14. Sutomo Hadi, S.Sos (PBR, Reforma partido de la estrella)
15. Zakaria, SH., M.H. (PBR, Reforma partido de la estrella)
16. La Moane Sabara, S.Sos. (PD, Partido Demócrata)
17. Subarudin Bau, S.Pd., M.Si. (PD, Partido Demócrata)
18. Musdin, S. Pd., M. M. (PPD, el Partido Unión Regional)
19. Andi Hasan, S.Pd (PPD, el Partido Unión Regional)
20. Hj. Ernawati Rasyid (PPDI, Indonesia Partido Guardia Democrática)
21. Haerudin Konde, S.T. (PKS, Partido de la Justicia prosperious)
22. H. Munsir (PKB, Partido Despertar Nacional)
23. La Ke (Barnas Partido)
24. Hairudin Buton, S.Sos. (PPNUI, Estados indonesia Partido Umma Nahdatul)
25. H. Sukiman (Hanura, Conciencia del Partido Popular)